# Княжевич, Александр Максимович
Алекса́ндр Макси́мович Княже́вич (11 [22] октября 1792, Уфа — 2 [14] марта 1872, Санкт-Петербург) — русский государственный деятель, министр финансов в 1858—1862 годах, член Государственного Совета. Действительный тайный советник, сенатор, почётный опекун.

## Биография
Происходил из семьи выходца из Сербии. Его отец Максим Дмитриевич Княжевич бежал через Австрию в Россию в 1773 году и был принят на службу в кавалергарды. Позднее, выйдя в отставку, он состоял на гражданской службе — был губернским прокурором в Уфе, где 11 (22) октября 1792 года и родился сын Александр. После расформирования Уфимской губернии в 1797 году семья переехала в Казань, где отец получил должность председателя казённой палаты.
Александр Княжевич окончил Казанскую гимназию и в 1805 году поступил в Казанский университет. Известен случай, когда на старшем курсе заболел профессор и факультет поручил Княжевичу (как лучшему студенту), читать своим товарищам лекции по чистой математике.
В 1811 году Александр Княжевич вместе со своими тремя братьями переехал в Санкт-Петербург, где поступил на службу в Экспедицию государственных доходов, вскоре включённую в состав Министерства финансов. В 1815 году Александр Княжевич был командирован в Вену в составе комиссии по ликвидации послевоенных расчётов между Россией и Австрией по итогам Венского конгресса. Во время работы комиссии Княжевич сблизился с генерал-интендантом (и будущим министром финансов) Егором Канкриным и на долгие годы стал его близким сотрудником. Кроме исполнения должности, Княжевич вместе со своими братьями увлекался и литературными занятиями. В 1822 году братья Княжевичи совместно издавали «Библиотеку для Чтения», включавшую в себя подборку переводов иностранной беллетристики. Издательская деятельность дала Княжевичу дополнительные знакомства и связи в литературных кругах.
Карьера Княжевича стала двигаться немного быстрее после того как 6 февраля 1824 года он женился на дочери баронессы Вистингаузен (директрисы Патриотического института), бывшей близкой к Императрице Александре Фёдоровне. В 1830-х годах он заведовал делами комитета об усовершенствовании земледелия, но всё же только через двадцать лет примерной службы он получил свою первую значительную должность — вице-директора департамента государственного казначейства. Довольно скоро после этого назначения он занял более высокий пост директора канцелярии министра финансов, а в 1844 году стал директором департамента государственного казначейства.
За годы службы в министерстве финансов Княжевич приобрёл репутацию умеренного реформатора, человека либерального, спокойного и не склонного к крайностям. Как правило, он не выступал с собственными инициативами и проектами, но с готовностью поддерживал те преобразования, которые казались ему допустимо умеренными. Так, ещё в 1852 году Княжевич вместе с Павлом Гагариным поддерживал проект генерал-адъютанта Павла Киселёва по преобразованиям в деле государственной ревизии. В результате придворных интриг и противодействия консервативной партии при дворе Николай I этот проект отверг.
Но и позднее, в 1859—1861 годах, когда александровские преобразования были в самом разгаре, Княжевич также придерживался так называемого «среднего» проекта крестьянской реформы (более умеренного, чем поддержанный Александром II, но более смелого, чем сугубо консервативный проект того же князя Павла Гагарина). Впрочем, проект, представленный министром государственных имуществ генералом Михаилом Николаевичем Муравьёвым никакого успеха не имел и в конечном счёте только лишь закрепил за Княжевичем репутацию «человека старой закалки» и умеренного реформатора.
Вообще карьера Александра Княжевича развивалась не быстро и не гладко. Несмотря на долгое знакомство с министром финансов Канкриным, по-видимому, Княжевич имел немало недоброжелателей. Да и сам министр финансов не слишком его жаловал. Будучи по должности директором канцелярии министра, а потом и директором департамента государственного казначейства, то есть, правой рукой министра и его верным учеником, в обществе Княжевич долгие годы имел репутацию его вероятного преемника. Тем не менее, в 1840 году Егор Канкрин, отъезжая за границу на лечение, ко всеобщему удивлению поручил управление министерством не Княжевичу, а более низкому по должности Фёдору Вронченко, управлявшему особой канцелярией по кредитной части. Ради этого назначения Канкрин специально возвёл Фёдора Вронченко в ранг товарища министра финансов (то есть, сделал своим заместителем). Сам Княжевич объяснял это досадное обстоятельство тем, что важнейшей частью финансового управления в тот момент была кредитная политика.
Также существуют версии, будто бы назначению Княжевича в преемники Канкрина или хотя бы в товарищи министра помешало известное в некоторых кругах его денежное участие в питейных откупах. И хотя это участие было почти номинальным, (сам Княжевич и его братья просто предоставляли свои капиталы откупщикам для залогов по откупам), но это обстоятельство в дальнейшем было в полной мере использовано для интриг против него. Так, по случаю неисправности некоего откупщика пошли слухи о взяточничестве, будто бы распространённом в министерстве финансов. Естественно, что эти пересуды на время повредили Княжевичу, хотя они не имели под собой никаких оснований. Скорее всего, что придворная интрига имела своей целью самого министра Канкрина, а не Княжевича, для которого она не имела иных последствий, кроме не назначения на пост товарища министра.
В результате, тот же Фёдор Вронченко управлял министерством финансов и во время следующей поездки Канкрина за границу, а в 1844 году, после окончательного выхода Егора Канкрина в отставку он занял и пост министра. Все эти годы Княжевич продолжал оставаться, по существу, вторым человеком в министерстве финансов. Но и даже со смертью Вронченко в 1852 году, пост министра финансов снова получил не Княжевич, а Пётр Брок, человек откровенно мало компетентный в финансовом деле, но зато обладавший обширными связями и до того момента занимавший должность управляющего делами Комитета министров.
Пять лет (при министре Броке) стали самыми тяжёлыми годами в карьере Александра Княжевича. Имея к тому моменту уже сорокалетний служебный и профессиональный опыт, Княжевич нередко оспаривал суждения и предложения нового министра, чем очень скоро вызвал его закономерное раздражение. Как следствие, в 1854 году Княжевич под благовидным предлогом был удалён из министерства финансов, получив почётное назначение в Сенат. Вскоре за тем он также получил должность первоприсутствующего в департаменте герольдий.

## Министр финансов

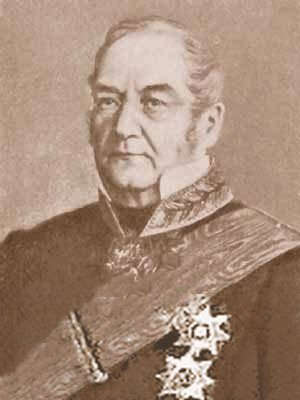
Александр Княжевич, министр финансов,
(ок. 1858 г.)

Только 23 марта (4 апреля) 1858 года Александр Княжевич был назначен на место совершенно расстроившего дела и, наконец, уволенного Петра Брока. Несмотря на то, что назначение это было и долгожданным, и лестным, но предложение Государя принял он далеко не с лёгким сердцем. Отлично зная всю сложность и трудность финансового положения страны на тот момент, он не мог не понимать, насколько несладкой станет ему эта служба. Вдобавок, долгожданная министерская должность настигла его уже в преклонных летах: к тому моменту Княжевичу шёл шестьдесят шестой год и здоровья он был не отменного. Сначала Княжевич шёл к Императору с твёрдым намерением отказаться от запоздалого назначения на пост министра. Он прямо сказал Государю, что «не находит в себе качеств и способностей, необходимых для этого звания, зная вполне все обязанности и всю трудность этой должности и свои слабые способности», не говоря уже о летах своих и о затруднительности тогдашнего положения дел. Кроме того, он сказал, что министр финансов должен иметь независимое состояние и слишком обширные связи, чтобы твёрдо стоять на своём посту, ибо, говорил он, «хороший министр финансов должен чаще отказывать осаждающим его разными просьбами, ходатайствами и предложениями, что навлекает ему недоброжелателей, готовых вредить ему и даже чернить его». Однако Александр II твёрдо стоял на своём и обещал ему свою полную поддержку, под непременным условием «говорить всегда правду». Таким-то образом, пришлось Александру Княжевичу на старости лет «ввалиться в этот омут», как невесело охарактеризовал он своё назначение в письме к брату.
И в самом деле, Княжевичу в этой ситуации было трудно позавидовать. Крымская война 1853—1856 годов с её катастрофическими последствиями как для финансовой, так и для политической системы империи, а также смена царствований пришлась в министерстве финансов на время руководства Петра Фёдоровича Брока. Закрытие для России европейских денежных рынков и невозможность пополнить казну за счёт внешних займов привели к сокращению металлического запаса и усиленному выпуску кредитных билетов. За два последние года руководства Броком министерства финансов, в 1855—1856 годах было напечатано почти пол-миллиарда кредиток. Предпринимаемые им меры носили авральный и бессистемный характер и с каждым годом положение государственных финансов всё более заходило в тупик. Именно в такой ситуации Пётр Брок был отправлен в отставку и на его месте оказался Александр Княжевич, имевший солидную деловую и профессиональную репутацию.
И хотя в придворных и министерских кругах бытовало мнение, что для реформаторской деятельности и воплощения новых идей этот умеренный сановник был уже слишком стар, тем не менее разработка первых преобразований в области финансов происходила именно при его непосредственном участии. Так, 10 июля 1859 года Княжевичем была учреждена Комиссия для пересмотра системы податей и сборов, которая просуществовала затем более двадцати лет. Среди мероприятий, которые она подготовила, были следующие: введение налога с недвижимых имуществ в городах, посадах и местечках, преобразование системы взимания соляного налога, присоединение земского сбора к общим государственным доходам, принятие устава о частной золотопромышленности, уставов о гербовом сборе и о сахарном акцизе.
Реформы 1860-х годов не могли обойтись без крупных изменений в финансовой сфере. Первым шагом Княжевича на этом пути стало объединение всех ранее существовавших кредитных учреждений и создание в 1860 году Государственного банка. Вся масса средств, полученных от Государственного коммерческого и Государственного заёмного банков, сохранной казны и приказов общественного призрения, передавалась в его распоряжение, а управление ею сосредотачивалось в Министерстве финансов. На государственный банк возлагалось как поддержание стабильности денежного обращения, так и развитие производственной сферы. Но на первых порах его роль сводилась в основном к тому, чтобы централизовать кредитно-денежную политику.
Отдельной заботой Княжевича на посту министра стало плачевное состояние государственного бюджета и финансов. Большое внимание с первых дней он уделил упорядочению денежной политики. При нём заимствования предыдущих десяти лет были частично консолидированы в 4-х и 5-процентные обязательства, а недостающие средства восполнены внешними и внутренними займами и специальными выпусками кредитных билетов. Княжевич считал тогдашнее состояние российского денежного обращения с обесцененными и сильно колебавшимися в курсе бумажными деньгами ненормальным и настаивал на скорейшем возвращении к их металлическому размену и государственным гарантиям.
За время своего четырёхлетнего министерского правления Княжевичу удалось значительно понизить, (но не устранить вовсе) бюджетный дефицит предшествующих годов прежде всего путём повышения налогового обложения: подушной подати, почтовых такс, крепостных и гербовых пошлин, а также реорганизации табачного, смоляного и сахарного акцизов. В противоположность политике своего учителя и начальника, Егора Канкрина Княжевич окончательно ликвидировал откупную систему питейной торговли, справедливо усматривая в ней источник деградации народа и развращения местной администрации. Он окончательно перевёл алкогольное обращение на акцизную систему. Однако, рост налогов и медленные успехи борьбы с дефицитом бюджета вызвали недовольство и постепенно создали Княжевичу не слишком популярное имя.
При министре Княжевиче были существенно повышены отдельные таможенные ставки, но одновременно был введён и ряд существенных облегчений, главным образом, для русской машиностроительной промышленности. В частности, он разрешил беспошлинный ввоз железа, чугуна, деталей станков и механизмов, отдельных частей сельскохозяйственных машин (к южным портам). Для облегчения закупки средств производства был также разрешён вывоз кредитных билетов за границу для оплаты машин и некоторое другие меры, облегчавшие импорт оборудования. С целью придания внешнеторговому балансу более активного характера при Княжевиче был отменён ряд вывозных пошлин.
Также Княжевич проявил себя сторонником частного строительства и предоставил железным дорогам особые льготы в области таможенных и гербовых пошлин. При Княжевиче были приняты активные меры к серьёзному развитию добычи золота, заключён важный трактат по азиатской торговле, по условиям которого она постепенно утрачивала свой строго нормированный характер. Так, например, был разрешен морской ввоз кантонского чая, главным образом, с целью победить широко распространившуюся контрабанду. Княжевич осуществил операцию по финансированию крестьянской реформы 1861, разработал проекты Торгового устава (1860) и акционерного законодательства (1861). По его настоянию в комиссию для пересмотра системы податей и сборов приглашались эксперты от крупнейших городов и отдельных губерний.
Княжевич был убеждённым сторонником гласности в области бюджета и финансового управления, однако, эти свои намерения он смог осуществить лишь за день до своей отставки:

Государю Императору благоугодно было Высочайше повелеть:  р о с п и с ь  государственных доходов и расходов обнародовать для всеобщего сведения.Ныне роспись сия удостоилась, 22 сего января, Высочайшего утверждения, и мы сообщаем здесь  т а б е л ь, составленную по статьям росписи в том виде, как сия последняя была доселе представляема на рассмотрение государственного совета. К сему долгом считаем присовокупить, что по известному уже публике преобразованию порядка отчетности по государственному контролю, между прочими предположениями, находится и изменение образа составления сметы министерств и главных управлений, с более подробным и ясным уложением всех статей расходов, каковой порядок и будет введен с будущего 1863 года....Подписано: верно, министр финансов А. Княжевич
Чувствуя себя совсем усталым, нездоровым и не будучи в силах нести тяжкий груз финансового хозяйства в период больших перемен, 23 января 1862 года Александр Княжевич подал в отставку (на семидесятом году жизни). Не совершённые или незаконченные Княжевичем за четыре года его руководства реформы были возложены на нового, молодого министра финансов, Михаила Рейтерна, по общему признанию — вообще одного из лучших министров России в XIX веке.
Похоронен в Санкт-Петербурге на Смоленском православном кладбище, недалеко от Церкви в честь Смоленской иконы Божией Матери, на памятнике в виде серой гранитной скалы стихотворная эпитафия Владимира Бенедиктова; «коленопреклонённый медный ангел с крестом» и бронзовый барельеф c портретом в профиль отсутствуют: скульптура ангела утрачена, а барельефный портрет работы скульптора Ф. Каменского находится в Государственном Русском музее.

## Награды
- Орден Святой Анны 3-й степени (12.12.1820)
- Орден Святого Владимира 4-й степени (09.11.1821)
- Орден Святой Анны 2-й степени (08.08.1824)
- Алмазные знаки к ордену Святой Анны 2-й степени (11.02.1828)
- Орден Святого Владимира 3-й степени (21.08.1829)
- Орден Святого Станислава 1-й степени (22.07.1835)[12]
- Орден Святой Анны 1-й степени (06.12.1837)[12]
- Орден Святого Владимира 2-й степени (06.12.1839)[12]
- Орден Белого орла (06.12.1847)[12]
- Золотая табакерка с алмазами и портретом Его Императорского Величества при Высочайшем рескрипте (06.12.1851)
- Орден Святого Александра Невского (26.08.1856)[13]
- Орден Святого Владимира 1-й степени (19.01.1861)[13]
- Бриллиантовые знаки к ордену Святого Александра Невского (01.01.1868)
- Знак отличия беспорочной службы за XV лет (22.08.1828)
- Знак отличия беспорочной службы за XX лет (22.08.1829)
- Знак отличия беспорочной службы за XXV лет (22.08.1834)
- Знак отличия беспорочной службы за XXX лет (22.08.1841)[14]
- Знак отличия беспорочной службы за XXXV лет (22.08.1845)[12]
- Знак отличия беспорочной службы за XL лет (22.08.1850)
- Знак отличия беспорочной службы за XLV лет (22.08.1855)[13]
- Знак отличия беспорочной службы за L лет (22.08.1860)

## Сочинения
- Записка А. М. Княжевича Александру II «О настоящем положении государственных финансов» // Судьбы России. Проблемы экономического развития страны в XIX — начале XX вв. Спас — Лики России. — СПб., 2007. — ISBN 978-5-903672-02-8.